# Моя О
МояО — четвертий студійний альбом українського співака Тараса Гаврика, випущений 12 квітня 2018.

## Про альбом
Тарас Гаврик працював над альбомом впродовж 2017—2018 років. До нового альбому увійшло 7 композицій. Критики, як і Гаврик, називають цей альбом концептуальним, оскільки простежується одна історія. У інтерв'ю, Тарас Гаврик зазначив, що поштовхом до написання альбому стало розлучення з дівчиною, з якою співак прожив 5 років. Випустився альбом у двох форматах — CD і цифрове завантаження (у вільному доступі на SoundCloud).
Вперше в ефірі пісні з альбому МояО пролунали під час спеціального 2-годинного ефіру на радіо «Львівська Хвиля».
9 червня 2018 року відбудеться сольний концерт Тараса Гаврика, на якому буде представлено альбом.

## Список пісень
Автор музики і слів Тарас Гаврик. 
| #     | Назва          | Тривалість |
| ----- | -------------- | ---------- |
| 1.    | «МояО»         | 3:10       |
| 2.    | «ХСХ»          | 3:45       |
| 3.    | «Зима Хвора»   | 3:35       |
| 4.    | «Люлі»         | 3:36       |
| 5.    | «Наче»         | 3:14       |
| 6.    | «Му - Му»      | 3:07       |
| 7.    | «Не хочу тебе» | 3:26       |
| 23:55 |                |            |

## Учасники запису
- Тарас Гаврик — тексти, музика, вокали

- Остап Панчишин — продюсування, аранжування, бек-вокали (2,6)

- Мар'ян Криськув (Jenny Records) — запис, зведення, мастеринг

- Роман Беднарський — ударні (1,2)

- Олеся Киричук — бек-вокали (4)

- Віталій Воробйов — фото

- Вікторія Марцинків — модель